# Elecciones al Congreso de los Diputados de abril de 2019 (Valencia)
Las elecciones al Congreso de los Diputados de 2019 se celebraron en la provincia de Valencia el domingo 28 de abril, como parte de las elecciones generales convocadas por Real Decreto dispuesto el 4 de marzo de 2019 y publicado en el Boletín Oficial del Estado el día siguiente. Se eligieron los 15 diputados del Congreso correspondientes a la circunscripción electoral de Valencia, mediante un sistema proporcional (método d'Hondt) con listas cerradas y un umbral electoral del 3%.

## Resultados
Los comicios depararon 4 escaños al Partido Socialista Obrero Español, 3 a Partido Popular y Ciudadanos, 2 a Podemos-IU-Equo y a Vox y 1 a Compromís, quien para estos comicios concurrió en solitario en vez de con Podemos y EUPV.
| Candidatura                                           | Candidatura                                           | Votos     | %                                      | Escaños                                |
| ----------------------------------------------------- | ----------------------------------------------------- | --------- | -------------------------------------- | -------------------------------------- |
|                                                       | Partido Socialista Obrero Español (PSOE)              | 393 213   | 27,10                                  | 4                                      |
|                                                       | Partido Popular (PP)                                  | 255 257   | 17,59                                  | 3                                      |
|                                                       | Ciudadanos-Partido de la Ciudadanía (Cs)              | 253 461   | 17,47                                  | 3                                      |
|                                                       | Unidas Podemos (Podemos-IU-Equo)                      | 210 528   | 14,51                                  | 2                                      |
|                                                       | Vox (Vox)                                             | 169 495   | 11,68                                  | 2                                      |
|                                                       | Compromís (Compromís)                                 | 125 250   | 8,63                                   | 1                                      |
|                                                       |                                                       |           |                                        |                                        |
| Partido Animalista Contra el Maltrato Animal (PACMA)  | Partido Animalista Contra el Maltrato Animal (PACMA)  | 20 816    | 1,43                                   | 0                                      |
| Som Valencians (UIG-SOM-CUIDES)                       | Som Valencians (UIG-SOM-CUIDES)                       | 4433      | 0,31                                   | 0                                      |
| Avant Adelante los Verdes (Avant Adelante los Verdes) | Avant Adelante los Verdes (Avant Adelante los Verdes) | 3519      | 0,24                                   | 0                                      |
| Esquerra Republicana del País Valencià (ERPV)         | Esquerra Republicana del País Valencià (ERPV)         | 2141      | 0,15                                   | 0                                      |
| Recortes Cero-Grupo Verde (R0-GV)                     | Recortes Cero-Grupo Verde (R0-GV)                     | 2095      | 0,14                                   | 0                                      |
| Partido Comunista de los Pueblos de España (PCPE)     | Partido Comunista de los Pueblos de España (PCPE)     | 1527      | 0,11                                   | 0                                      |
| Votos válidos                                         | Votos válidos                                         | 1 135 648 | 100,00                                 | 15                                     |
| Votos nulos                                           | Votos nulos                                           | 15 345    | Participación: · \| \| 77,10 % \| 1,7% | Participación: · \| \| 77,10 % \| 1,7% |
| Votantes                                              | Votantes                                              | 1 490 727 | Participación: · \| \| 77,10 % \| 1,7% | Participación: · \| \| 77,10 % \| 1,7% |
| Electores                                             | Electores                                             | 1 901 785 | Participación: · \| \| 77,10 % \| 1,7% | Participación: · \| \| 77,10 % \| 1,7% |
|                                                       | 77,10 %                                               |           |                                        |                                        |

## Diputados electos
Relación de diputados electos:
| N.º | Nombre                      | Lista | Lista          |
| --- | --------------------------- | ----- | -------------- |
| 1   | José Luis Ábalos Meco       |       | PSOE           |
| 2   | Belén Hoyo Juliá            |       | PP             |
| 3   | María Muñoz Vidal           |       | Cs             |
| 4   | Héctor Illueca Ballester    |       | Unidas Podemos |
| 5   | Ana María Botella Gómez     |       | PSOE           |
| 6   | Ignacio Gil Lázaro          |       | Vox            |
| 7   | Vicent Sarrià Morell        |       | PSOE           |
| 8   | Vicente Betoret Coll        |       | PP             |
| 9   | Vicente Ten Oliver          |       | Cs             |
| 10  | Joan Baldoví Roda           |       | Compromís      |
| 11  | Roser Maestro Moliner       |       | Unidas Podemos |
| 12  | Josefa Andrés Barea         |       | PSOE           |
| 13  | Luis Javier Santamaría Ruiz |       | PP             |
| 14  | Cristina Esteban Calonje    |       | Vox            |
| 15  | María Amparo Moya Sanz      |       | Cs             |